# Marvel’s Hit-Monkey
Marvel’s Hit-Monkey, abgekürzt auch Hit-Monkey, ist eine US-amerikanische animinierte Serie für Erwachsene, basierend auf der gleichnamigen Comicfigur aus den Marvel Comics. Die Serie wurde von Will Speck und Josh Gordon erdacht und von Marvel Studios umgesetzt. In den Vereinigten Staaten fand die Premiere der Serie am 17. November 2021 auf dem US-amerikanischen Streamingdienst Hulu statt. Im deutschsprachigen Raum erfolgte die Erstveröffentlichung der Serie am 26. Januar 2022 durch Disney+ via Star als Original.

## Handlung
Der japanische Schneeaffe Hit-Monkey begibt sich gemeinsam mit dem Geist des amerikanischen Profikillers Bryce auf einen blutigen Rachefeldzug durch die Unterwelt Tokios.

## Figuren
Hit-Monkey führte ein friedliches Leben in den japanischen Alpen, doch das änderte sich, als sein Stamm ausgelöscht wurde. Erschüttert von diesem tragischen Ereignis, begibt er sich auf einen Rachefeldzug in die Welt der Menschen, die für seinen Verlust verantwortlich sind. Hit-Monkey ist ein Mörder von selbigen mit chronischen Wutproblemen. Er muss lernen, mit seiner inneren Natur zurechtzukommen. Zudem unterhält er eine komplizierte Freundschaft zu dem Geist von Bryce, einem ehemaligen Attentäter, der nun das ungewollte Gewissen von Hit-Monkey ist. Schlussendlich wird sich zeigen, ob Hit-Monkey der Wut verfällt oder diese ablegen kann.
Bryce war ein weltmüder Assassine, der einige unglaublich schlechte Lebensentscheidungen getroffen hat. Er betäubte seinen Kummer mit Arbeit, Reisen und Glücksspiel. Doch wenn es darum ging, jemandem eins auf die Zwölf zu geben, gab es keinen Besseren als ihn. Nachdem Bryce in den japanischen Alpen getötet wurde, ist sein Geist nun an Hit-Monkey während ihres gemeinsamen Rachefeldzuges gebunden. Dabei dient Bryce, mit seiner sarkastischen und zynischen Sicht auf die Welt, als eine Art Mentor für Hit-Monkey. Dieser Tätigkeit geht er aber mehr schlecht als recht nach. Bryce muss sein gesamtes Repertoire abrufen, um seine allerletzte Mission zu erfüllen und Hit-Monkey dabei zu helfen, zu dem zu werden, der er sein sollte.
Shinji Yokohama war sein Leben lang Staatsbeamter, der hinter der politischen Karriere von Ken Takahara stand, seinem besten Freund und politischen Mentor. Als eine Tragödie eintritt, liegt es ganz bei Shinji, den Stab in die Hand zu nehmen und ihre politischen Träume voranzutreiben. Shinji ist ein guter und ehrlicher Mann, der seine Nichte Akiko nach dem Tod ihrer Eltern ganz alleine großgezogen hat. Er ist die Art von Politiker, die sich jeder wünscht.
Akiko ist die kluge, ehrgeizige und willensstarke Nichte von Shinji Yokohama, dem zukünftigen Premierminister Japans. Nachdem sie im Westen das College besucht und die Law School absolviert hat, kehrt sie mit klarer Meinung zur Zukunft der Kampagne ihres Onkels zurück. Mit der Zeit offenbart die von Natur aus gutmütige Akiko auch ihre dunkle Seite.
Haruka stammt aus einer kleinen Stadt im Norden des Landes und versucht als aufrichtige Polizistin der Korruption in Tokio den Kampf anzusagen. Doch wird es ihr gelingen, trotz ihrer Laster an ihren Werten festzuhalten? Dabei wird ihr Moralverständnis von richtig und falsch des Öfteren von ihrem neuen Partner Ito auf die Probe gestellt, welcher sich als der Mentor herausstellt, nach dem sie schon so lange gesucht hat. Und noch eine Frage stellt sich. Wird es Haruka gelingen, wenn sie selbstständig einen Fall zum Abschluss bringt, ihren einigen Prinzipien treu zu bleiben und dabei die Art von Polizistin zu sein, die sie schon immer sein wollte?
Ito kämpft als Lachnummer der Polizei von Tokio gegen sein Alkoholproblem. Er ist der Einzige, der glaubt, dass Hit-Monkey zu den Guten gehört. Doch niemand teilt seine Ansicht, nicht einmal seine neue Partnerin Haruka. Ito muss sich seiner Vergangenheit und seinen Dämonen stellen, um mit sich selbst endlich wieder ins Reine zu kommen.

## Besetzung und Synchronisation
Die deutschsprachige Synchronisation entstand nach den Dialogbüchern von Christian Langhagen und Laura Johae sowie unter der Dialogregie von Robin Kahnmeyer durch die Synchronfirma Iyuno-SDI Group Germany in Berlin.

### Hauptfiguren
| Rolle           | Originalsprecher | Synchronsprecher  |
| --------------- | ---------------- | ----------------- |
| Hit-Monkey      | Fred Tatasciore  | Fred Tatasciore   |
| Bryce           | Jason Sudeikis   | David Nathan      |
| Shinji Yokohama | George Takei     | Helmut Gauß       |
| Akiko Yokohama  | Olivia Munn      | Maria Koschny     |
| Haruka          | Ally Maki        | Josephine Schmidt |
| Ito             | Nobi Nakanishi   | Sven Brieger      |

### Nebenfiguren
| Rolle            | Originalsprecher | Synchronsprecher |
| ---------------- | ---------------- | ---------------- |
| Ryoshin          | Keisuke Hoashi   | Rainer Gerlach   |
| Lady Bullseye    | Reiko Aylesworth | Rubina Nath      |
| Yuki             | Reiko Aylesworth | Melanie Pukaß    |
| Polizeihauptmann | Feodor Chin      | Bernd Egger      |
| Baldy            | Feodor Chin      | Tim Moeseritz    |
| Silver Samurai   | Noshir Dalal     | Tilo Schmitz     |
| Fat Cobra        | Noshir Dalal     | Peter Sura       |
| Ältere Dame      | Jeanne Sakata    | Peggy Sander     |
| Itaru Ozu        |                  | Marco Kröger     |
| Manzo            |                  | Michael Kuehl    |
| Der Gockel       |                  | Jesco Wirthgen   |
| Bonsai Master    |                  | Stefan Bräuler   |
| Schneider        |                  | Tilmar Kuhn      |

### Episodenfiguren
Folge 1
| Rolle        | Originalsprecher | Synchronsprecher |
| ------------ | ---------------- | ---------------- |
| Hiroshi      | Eijiro Ozaki     | Arne Stephan     |
| Ken Takahara | Keisuke Hoashi   | Boris Tessmann   |
| Gang-Boss    | Keisuke Hoashi   | Tim Moeseritz    |
| Offizier     |                  | Christoph Banken |

Folge 2
| Rolle         | Originalsprecher | Synchronsprecher  |
| ------------- | ---------------- | ----------------- |
| Mrs. Takahara | Jeanne Sakata    | Annabelle Mandeng |
| General Kato  | Eijiro Ozaki     | Oliver Stritzel   |

Folge 3
| Rolle             | Originalsprecher | Synchronsprecher   |
| ----------------- | ---------------- | ------------------ |
| Yakuza-Boss       | Feodor Chin      | Frank Röth         |
| Militärpolizistin | Jolene Kim       | Annabelle Mandeng  |
| Teppei            |                  | Karlo Hackenberger |
| Keppei            |                  | Armin Schlagwein   |
| Highlight         |                  | Rainer Fritzsche   |
| Militärpolizist   |                  | Stefan Bräuler     |

Folge 4
| Rolle             | Originalsprecher | Synchronsprecher |
| ----------------- | ---------------- | ---------------- |
| Der Buchhalter    |                  | Bernhard Völger  |
| Gefängnisdirektor |                  | Peter Flechtner  |
| Gefängnisinsasse  |                  | Michael Kuehl    |
| Psychologin       |                  | Harriet Kracht   |

Folge 5
| Rolle         | Originalsprecher | Synchronsprecher          |
| ------------- | ---------------- | ------------------------- |
| Eiko          |                  | Constantin von Jascheroff |
| Der Weise     |                  | Uwe Jellinek              |
| Der Wilderer  |                  | Santiago Ziesmer          |
| Der Skeptiker |                  | Michael Iwannek           |
| Nassaly Boss  |                  | Gerald Schaale            |

Folge 7
| Rolle      | Originalsprecher | Synchronsprecher  |
| ---------- | ---------------- | ----------------- |
| Kato       |                  | Oliver Stritzel   |
| Kata       |                  | Bernd Egger       |
| Zoowäterin |                  | Annabelle Mandeng |

Folge 8
| Rolle            | Originalsprecher | Synchronsprecher   |
| ---------------- | ---------------- | ------------------ |
| Eli / Elwin      |                  | Viktor Neumann     |
| Hayley           |                  | Melanie Hinze      |
| Judy             |                  | Cathlen Gawlich    |
| Clint            |                  | Roman Kretschmer   |
| Gang-Mitglied #1 |                  | Patrick Giese      |
| Gang-Mitglied #2 |                  | Georgios Tzitzikos |

## Episodenliste
| Nr. | Deutscher Titel                   | Originaltitel                | Erstveröffentlichung (USA) | Deutschsprachige Erstveröffentlichung (D/A/CH) | Regie       | Drehbuch                         |
| --- | --------------------------------- | ---------------------------- | -------------------------- | ---------------------------------------------- | ----------- | -------------------------------- |
| 1   | Der Affentäter                    | Pilot                        | 17. Nov. 2021              | 26. Jan. 2022                                  | Neal Holman | Josh Gordon & Will Speck         |
| 2   | Die grellen Lichter der Großstadt | Bright Lights, Big City      | 17. Nov. 2021              | 26. Jan. 2022                                  | Neal Holman | Josh Gordon & Will Speck         |
| 3   | Die Legende des betrunkenen Affen | Legend of the Drunken Monkey | 17. Nov. 2021              | 26. Jan. 2022                                  | Neal Holman | Keith Foglesong                  |
| 4   | Der Kodex                         | The Code                     | 17. Nov. 2021              | 26. Jan. 2022                                  | Neal Holman | Duffy Boudreau                   |
| 5   | Lauf, Affe, lauf!                 | Run Monkey Run               | 17. Nov. 2021              | 26. Jan. 2022                                  | Neal Holman | Matteo Borghese & Rob Turbovsky  |
| 6   | Der lange Abschied                | The Long Goodbye             | 17. Nov. 2021              | 26. Jan. 2022                                  | Neal Holman | Albertina Rizzo                  |
| 7   | Sayonara, Affe!                   | Sayonara Monkey              | 17. Nov. 2021              | 26. Jan. 2022                                  | Neal Holman | Ken Kobayashi                    |
| 8   | Trautes Heim                      | Home Sweet Home              | 17. Nov. 2021              | 26. Jan. 2022                                  | Neal Holman | Paul Levitt                      |
| 9   | Das Ende - Teil 1                 | The End: Part One            | 17. Nov. 2021              | 26. Jan. 2022                                  | Neal Holman | Duffy Boudreau & Keith Foglesong |
| 10  | Das Ende - Teil 2                 | The End: Part Two            | 17. Nov. 2021              | 26. Jan. 2022                                  | Neal Holman | Josh Gordon & Will Speck         |